# The Spirit of Charles Lindbergh
 (avril 2024).
The Spirit of Charles Lindbergh est un court métrage réalisé en 1984 par Orson Welles. C'est d'abord une lettre de soutien du réalisateur pour son ami et comptable Bill Cronshaw alors malade.

## Description
Cette lettre cinématographique montre Orson Welles assis derrière sa machine à écrire et discutant de l'âme humaine avec la caméra. Il cite alors l'aviateur Charles Lindbergh notamment connu pour avoir été le premier homme à avoir relié New York à Paris sans escale et seul à bord de son aéronef monoplan, le Spirit of St. Louis. Orson Welles, dont la santé à l'air fragile dans le court métrage souhaite alors que celui-ci ne soit pas montré aux yeux du grand public.
Bien qu'une version restaurée ne vit jamais le jour dans un format DVD, il reste possible de retrouver un bref passage du court métrage original à la fin du film documentaire réalisé en 1995 par Vassili Siovic et intitulé Orson Welles : The One-Man band.
The Spirit of Charles Lindbergh fut le dernier projet de Welles pour le monde du cinéma puisqu'il meurt l'année qui suit la réalisation du court métrage, le 10 octobre 1985.